# وحيد أصغري
وحيد أصغري (بالفارسية: وحید اصغری) سجين سياسي إيراني، ومدافع عن حرية التعبير، وناشط في مجال حقوق المرأة. اعتقلته مجموعة من قوات الحرس الثوري الإيراني الخاصة، في 8 مايو 2008، وهو في طريقه إلى مطار الإمام الخميني الدولي، بسبب نشاطاته في مجال حقوق الإنسان، واحتُجز في الحبس الانفرادي لمدة عامين دون محاكمة. حكم عليه القاضي أبو القاسم صلواتي، رئيس الدائرة الخامسة عشرة للمحكمة الثورية الإسلامية، بالإعدام مرتين، في عامي 2011 و2012، بدون المشاركة في إجراءات المحكمة وبدون حرية اختيار محاميه. تتابع منظمات حقوق الإنسان الدولية قضية الأصغري إذ لا يزال قيد الاحتجاز.

## بدايات حياته
ألغت محكمة إيران العليا الحكمين في ديسمبر 2014 لعدم صحة حكم الإعدام، ولبطلان اتهام التشهير. حكم عليه محمد مغيسه، رئيس الدائرة 28 للمحكمة الثورية الإسلامية، بالسجن لمدة 18 عامًا، وذلك في 7 ديسمبر 2014. حصل على حكم نهائي بعد احتجازه مؤقتًا لعدة سنوات. أُطلق سراحه في أبريل 2016.
اتُّهم بنشر دعاية مناهضة للنظام الإيراني، كالتشهير، وإدارة وكالة أنباء شبتاز لحقوق الإنسان، وإنشاء موقع شبكي للمنشقين، ودعم المواقع الشبكية للمنشقين، وتوفير الدعم المالي والتقني للمواقع الشبكية المناهضة للنظام، ووضع خطة وطنية ضد رقابة الحكومة، وتوفير الاتصالات والمساعدة التقنية لهيئة الإذاعة البريطانية الفارسية، وإدارة أكثر من 200 موقع إلكتروني للمعارضة، وتنظيم حملة دولية لتعزيز المساواة بين الجنسين، وتنظيم تدريب على الإنترنت بعنوان الثورة الملونة في إيران. دعا إلى وقف العقوبات المتعلقة بأنشطة حقوق الإنسان والإفراج عنه دون شروط.

## نشاطه وكتاباته الصحفية
حوكم أصغري بصفته صحفيًا، إلى جانب كونه محررًا لوكالة أنباء شبتاز، وموقع سينما الإخباري، ومواقع إخبارية سياسية تنتقد النظام الإيراني، باتهامات متعلقة بالصحافة كنشر أكاذيب سياسية، ونشر وكتابة مقالات، خاصة ضد عدم المساواة بين الجنسين في إيران.
فتحت السلطات قضيتين جديدتين ضده بتهم تتعلق بنشاطه في مجال حقوق المرأة والدفاع عن حرية التعبير. تشمل أنشطته الصحفية الأخرى التدريب على الإنترنت للثورة الملونة من خلال كتابة مقالات ثورية، وتقديم الدعم التحريري لوكالات أنباء حقوق الإنسان وإدارتها، وإنشاء مواقع إلكترونية إخبارية مناهضة للثورة، وإنشاء قاعدة بيانات على الإنترنت للصحف العالمية حسب البلد.

## نشاطه من داخل زنزانة السجن السياسي
استُدعى هذا المدافع عن حرية التعبير إلى الدائرة الثانية في محكمة أمن سجن إيفين، حيث فتحوا دعوى جديدة ضده. بلغ العدد الإجمالي للقضايا التي رُفعت ضده بسبب نشاطاته وتصريحاته، كتأسيس حملة من داخل السجن لتنمية المساواة بين الجنسين، والرسالة الموجهة إلى أحمد شهيد، مقرر الأمم المتحدة الخاص المعني بإيران، والتي نشر فيها تفاصيل التعذيب المنهجي، نحو 5 قضايا.
أصدر تصريحات حول الدفاع عن حرية التعبير من العنبر 350 من سجن إيفين، وكان أحد مؤسسي النضال من أجل اعتماد غير مشروط للإعلان العالمي لحقوق الإنسان كقانون من قبل إيران. كانت إحدى تصريحاته بشأن حقوق الإنسان بمناسبة يوم الأغذية العالمي، وقد دعا إلى مشاركة وتعاون كل عضو في برنامج الأغذية العالمي التابع للأمم المتحدة للقضاء على الفقر.
أسس قبل اعتقاله، وبصفته ناشط في مجال حقوق المرأة، فقرة معنية بحقوق المرأة في وكالة أنباء للمرة الأولى في وسائل الإعلام الفارسية. أبدى قلقه بشأن وضع المرأة في إيران، ورفع مستوى الوعي بالحاجة إلى مزيد من الناشطين في مجال حقوق المرأة في البلد، وطالب كذلك بألا تتدخل الشرطة الإيرانية في فرض الحجاب الإلزامي واحترام حرية اختيار المرأة الإيرانية لملابسها. أصدر تصريحات في اليوم الدولي للقضاء على العنف ضد المرأة. استدعته المحكمة الإسلامية وفتحت دعوى ضده لإنشاء وإدارة حملة دولية لتعزيز المساواة بين الجنسين.
رفع دعوى ضد وكالة أنباء فارس الإعلامية التابعة للحرس الثوري الإيراني بسبب الأكاذيب والتشهير والاتهامات الكاذبة التي وجهتها إليه، وكذلك ضد إذاعة جمهورية إيران الإسلامية لإجراء مقابلات تلفزيونية تحت التعذيب. رفض مرارًا المثول أمام المحكمة الإسلامية لحرمانه من حقوقه الإنسانية الأساسية وللتعذيب الذي تعرض له على أيدي الدولة (وغير ذلك من الأسباب).